# 懷厄奈 (夏威夷州)
懷厄奈（英語：Waianae）是位於美國夏威夷州檀香山縣的一個人口普查指定地區。

## 地理
懷厄奈的座標為21°26′52″N 158°10′45″W / 21.44778°N 158.17917°W，而該地最高點為海拔高度4米（即12英尺）。

## 人口
根據2010年美國人口普查的數據，懷厄奈的面積為18.20平方千米，當中陸地面積為13.90平方千米，而水域面積為5.30平方千米。當地共有人口13177人，而人口密度為每平方千米724.01人。